# Гіброн (переписна місцевість, Вісконсин)
Гіброн (англ. Hebron) — переписна місцевість (CDP) в США, в окрузі Джефферсон штату Вісконсин. Населення — 209 осіб (2020).

## Географія
Гіброн розташований за координатами 42°55′8″ пн. ш. 88°41′22″ зх. д. / 42.91889° пн. ш. 88.68944° зх. д. (42.918779, -88.689480).  За даними Бюро перепису населення США в 2010 році переписна місцевість мала площу 6,48 км², з яких 6,38 км² — суходіл та 0,10 км² — водойми.

## Демографія
Згідно з переписом 2010 року, у переписній місцевості мешкали 224 особи в 91 домогосподарстві у складі 60 родин. Густота населення становила 35 осіб/км².  Було 97 помешкань (15/км²).
Расовий склад населення:
| - 97,3 % — білих - 0,9 % — корінних американців - 0,4 % — чорних або афроамериканців |

До двох чи більше рас належало 0,4 %. Частка іспаномовних становила 0,4 % від усіх жителів.
За віковим діапазоном населення розподілялося таким чином: 22,8 % — особи молодші 18 років, 61,6 % — особи у віці 18—64 років, 15,6 % — особи у віці 65 років та старші. Медіана віку мешканця становила 43,3 року. На 100 осіб жіночої статі у переписній місцевості припадало 124,0 чоловіків;  на 100 жінок у віці від 18 років та старших — 121,8 чоловіків також старших 18 років.
Середній дохід на одне домашнє господарство  становив 65 078 доларів США (медіана — 48 929), а середній дохід на одну сім'ю — 82 612 долари (медіана — 64 167). За межею бідності перебувало 6,2 % осіб, у тому числі 0,0 % дітей у віці до 18 років та 13,8 % осіб у віці 65 років та старших.
Цивільне працевлаштоване населення становило 99 осіб. Основні галузі зайнятості: виробництво — 28,3 %, будівництво — 19,2 %, освіта, охорона здоров'я та соціальна допомога — 9,1 %, оптова торгівля — 8,1 %.